# Billy Quarantillo
William Daniel Quarantillo (Ransomville, Nueva York; 8 de diciembre de 1988) es un artista marcial mixto estadounidense que actualmente compite en la división de peso pluma de Ultimate Fighting Championship. Fue el antiguo Campeón de Peso Ligero de King of the Cage.

## Carrera en artes marciales mixtas

### Carrera temprana
Nacido en Ransomville, Nueva York, y entrenado a través de su ciudad natal adoptiva de Tampa, Quarantillo comenzó su carrera de lucha en el circuito amateur en julio de 2010. Después de que el representante de Gracie Tampa Sur registró una marca de 8-2 a través de diez salidas, se convirtió en profesional en 2013.
Quarantillo compitió para varias organizaciones regionales americanas, acumulando un récord de 11-2 y ganando el Campeonato de Peso Ligero de King of the Cage y el Campeonato de Peso Pluma de Strike Off Fighting Championships.

### The Ultimate Fighter
Quarantillo también compitió en The Ultimate Fighter: Team McGregor vs. Team Faber en 2015. En los combates preliminares, derrotó a Brandon Ricetti por TKO en el segundo asalto para convertirse en miembro del equipo Faber. En su segundo combate, perdió ante Saul Rogers por decisión unánime tras dos asaltos.

### Dana White's Contender Series
Después de obtener 5 victorias más y 1 derrota en el circuito regional, Quarantillo finalmente obtuvo una segunda oportunidad para un contrato de UFC en el Contender Series 21 de Dana White el 23 de julio de 2019. Adquirió con éxito un contrato al derrotar a Kamuela Kirk vía TKO en el tercer asalto.

### Ultimate Fighting Championship
Quarantillo hizo su debut en la UFC contra su oponente de corto aviso Jacob Kilburn en UFC on ESPN: Overeem vs. Rozenstruik el 7 de diciembre de 2019. Ganó el combate por sumisión en el segundo asalto.
Quarantillo se enfrentó a Spike Carlyle en UFC on ESPN: Woodley vs. Burns el 30 de mayo de 2020, en un combate de peso acordado. Ganó el combate por decisión unánime.
En su tercer combate para la promoción, Quarantillo se enfrentó a Kyle Nelson el 12 de septiembre de 2020 en UFC Fight Night: Waterson vs. Hill. Ganó el combate por nocaut en el tercer asalto.
Quarantillo se enfrentó a Gavin Tucker el 12 de diciembre de 2020 en UFC 256. Perdió el combate por decisión unánime.
Quarantillo estaba programado para enfrentarse a Herbert Burns el 17 de julio de 2021 en UFC on ESPN: Makhachev vs. Moisés. Sin embargo, Burns se retiró a principios de junio por razones no reveladas y fue sustituido por Gabriel Benítez. Ganó el combate por nocaut técnico en el tercer asalto. Esta victoria le valió el premio a la Pelea de la Noche.
Quarantello se enfrentó a Shane Burgos el 6 de noviembre de 2021 en UFC 268. Perdió el combate por decisión unánime.
Quarantillo estaba programado para enfrentarse a Bill Algeo el 16 de julio de 2022 en UFC on ABC 3.  Sin embargo, se retiró debido a una lesión. 
Quarantillo se enfrentó a Alexander Hernandez el 10 de diciembre de 2022 en UFC 282.  Ganó la pelea por nocaut técnico en el segundo asalto.  Esta victoria le valió el premio Actuación de la noche. 
Quarantillo se enfrentó a Edson Barboza en UFC on ESPN 44.  Perdió la pelea por nocaut en el primer asalto. 
Quarantillo se enfrentó a Damon Jackson el 5 de agosto de 2023 en UFC on ESPN 50.  Ganó la pelea por decisión unánime. 
Quarantillo estaba programado para enfrentar a Gabriel Miranda el 23 de marzo de 2024 en UFC on ESPN 53  Sin embargo, Miranda fue reemplazado por Youssef Zalal por razones desconocidas. 

## Campeonatos y logros
- Ultimate Fighting Championship
  - Pelea de la Noche (una vez) Gabriel Benítez[13]
  - Actuación de la Noche (una vez) vs. Alexander Hernandez[20]
- Strike Off Fighting Championships
  - Campeón de Peso Pluma de Strike Off Fighting Championships (una vez)
- King of the Cage
  - Campeón de Peso Ligero de King of the Cage (una vez)[2]

## Récord en artes marciales mixtas
| Resultado | Récord | Oponente              | Método                                    | Evento                               | Fecha                    | Ronda | Tiempo | Localización              | Notas                                             |
| --------- | ------ | --------------------- | ----------------------------------------- | ------------------------------------ | ------------------------ | ----- | ------ | ------------------------- | ------------------------------------------------- |
| Derrota   | 18-6   | Youssef Zalal         | Sumisión (rear-naked choke)               | UFC on ESPN: Ribas vs. Namajunas     | 23 de marzo de 2024      | 2     | 1:50   | Las Vegas, Nevada         |                                                   |
| Victoria  | 18-5   | Damon Jackson         | Decisión (unánime)                        | UFC on ESPN: Sandhagen vs. Font      | 5 de agosto de 2023      | 3     | 5:00   | Nashville, Tennessee      |                                                   |
| Derrota   | 17-5   | Edson Barboza         | KO (rodilla)                              | UFC on ESPN: Holloway vs. Allen      | 15 de abril de 2023      | 1     | 2:37   | Kansas City, Misuri       |                                                   |
| Victoria  | 17-4   | Alexander Hernandez   | TKO (rodillas y golpes)                   | UFC 282                              | 10 de diciembre de 2022  | 2     | 4:30   | Las Vegas, Nevada         | Actuación de la Noche.                            |
| Derrota   | 16-4   | Shane Burgos          | Decisión (unánime)                        | UFC 268                              | 6 de noviembre de 2021   | 3     | 5:00   | Nueva York                |                                                   |
| Victoria  | 16-3   | Gabriel Benítez       | TKO (puñetazos)                           | UFC on ESPN: Makhachev vs. Moisés    | 17 de julio de 2021      | 3     | 3:40   | Las Vegas, Nevada         | Pelea de la Noche.                                |
| Derrota   | 15-3   | Gavin Tucker          | Decisión (unánime)                        | UFC 256                              | 12 de diciembre de 2020  | 3     | 5:00   | Las Vegas, Nevada         |                                                   |
| Victoria  | 15-2   | Kyle Nelson           | KO (puñetazo)                             | UFC Fight Night: Waterson vs. Hill   | 12 de septiembre de 2020 | 3     | 0:07   | Las Vegas, Nevada         |                                                   |
| Victoria  | 14-2   | Spike Carlyle         | Decisión (unánime)                        | UFC on ESPN: Woodley vs. Burns       | 30 de mayo de 2020       | 3     | 5:00   | Las Vegas, Nevada         | Combate de peso acordado (150 libras).            |
| Victoria  | 13-2   | Jacob Kilburn         | Sumisión (estrangulamiento por triángulo) | UFC on ESPN: Overeem vs. Rozenstruik | 7 de diciembre de 2019   | 2     | 3:18   | Washington D. C.          |                                                   |
| Victoria  | 12-2   | Kamuela Kirk          | TKO (puñetazos)                           | Dana White's Contender Series 21     | 23 de julio de 2019      | 3     | 0:22   | Las Vegas, Nevada         |                                                   |
| Victoria  | 11-2   | Adrian Vilaca         | TKO (puñetazos)                           | KOTC: Combat Zone                    | 23 de febrero de 2019    | 2     | 4:32   | Niagara Falls, Nueva York | Regreso al peso pluma.                            |
| Victoria  | 10-2   | Eric Reynolds         | TKO (puñetazos)                           | V3 Fights 61                         | 19 de agosto de 2017     | 1     | 1:00   | Tampa, Florida            |                                                   |
| Victoria  | 9-2    | Ryan Fillingame       | TKO (retiro)                              | KOTC: Raw Deal                       | 25 de febrero de 2017    | 2     | 5:00   | Niagara Falls, Nueva York | Ganó el Campeonato de Peso Ligero del KOTC.       |
| Victoria  | 8-2    | Matthew DiMarcantonio | Decisión (unánime)                        | KOTC: National Dispute               | 24 de septiembre de 2016 | 3     | 5:00   | Niagara Falls, Nueva York |                                                   |
| Derrota   | 7-2    | Michel Quiñones       | TKO (puñetazos)                           | Absolute Fighting Championship 25    | 1 de abril de 2016       | 1     | 2:51   | Coconut Creek, Florida    |                                                   |
| Victoria  | 7-1    | Marc Stevens          | Decisión (unánime)                        | Absolute Fighting Championship 24    | 29 de enero de 2016      | 3     | 5:00   | Coconut Creek, Florida    | Combate de peso ligero.                           |
| Victoria  | 6-1    | Khama Worthy          | TKO                                       | Strike Off 4                         | 28 de febrero de 2015    | 2     | 0:10   | Annandale, Virginia       | Ganó el vacante Campeonato de Peso Pluma de SOFC. |
| Victoria  | 5-1    | Terrell Hobbs         | Sumisión (estrangulamiento por triángulo) | Strike Off 2                         | 27 de septiembre de 2014 | 3     | 2:23   | Woodbridge, Virginia      | Debut en el peso pluma.                           |
| Victoria  | 4-1    | Isaac Figueroa        | Sumisión (estrangulamiento por detrás)    | Real Fighting Championships 31       | 11 de julio de 2014      | 2     | 3:34   | Tampa, Florida            | Actuación de la Noche.                            |
| Victoria  | 3-1    | Sandro da Silva       | Sumisión (barra de brazo)                 | Strike Off 1                         | 7 de junio de 2014       | 1     | 0:49   | Woodbridge, Virginia      | Debut en el peso ligero.                          |
| Derrota   | 2-1    | J.P. Reese            | Decisión (unánime)                        | Real Fighting Championships 29       | 28 de noviembre de 2013  | 3     | 5:00   | Tampa, Florida            | Combate de peso acordado (160 libras).            |
| Victoria  | 2-0    | Howard Reece          | Sumisión (barra de brazo)                 | Real Fighting Championships 28       | 26 de julio de 2013      | 1     | 1:45   | Tampa, Florida            | Combate de peso acordado (150 libras).            |
| Victoria  | 1-0    | John de Jesus         | Decisión (dividida)                       | Fight Time 13: MMA Kings             | 15 de febrero de 2013    | 3     | 5:00   | Fort Lauderdale, Florida  | Combate de peso acordado (150 libras).            |